# Garcia-Bericht

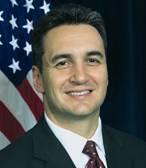
Offizielles Foto des Chefermittlers Michael J. Garcia

Der Garcia-Bericht ist ein Bericht des damaligen FIFA-Chefermittlers Michael J. Garcia im Rahmen der FIFA-Korruptionsaffäre.

## Hintergrund
2012 wurde der amerikanische Jurist Michael J. Garcia, zuvor zum Vorsitzenden der neuen Untersuchungskammer der FIFA-Ethikkommission gewählt, von der Fédération Internationale de Football Association (FIFA) beauftragt, einen Bericht zu erstellen. In dem Bericht ermittelt Garcia die Hintergründe der Vergabe der Fußball-Weltmeisterschaften 2018 und 2022 an Russland und Katar und ob es dabei zu Unregelmäßigkeiten oder Korruption kam.
Der 430-seitige Bericht wurde 2014 fertiggestellt und am 5. September 2014 vor dem FIFA-Ausschuss den FIFA-Delegierten vorgestellt. Am 13. November 2014 präsentierte Hans-Joachim Eckert, damals Vorsitzender der rechtsprechenden Kammer der FIFA-Ethikkommission, der Öffentlichkeit eine 42-seitige Zusammenfassung des Berichts. Daraus ergab sich: Es gibt keine Beweise für eine gekaufte WM-Vergabe. Allerdings sei Garcia bei seinen Ermittlungen zu Katar auf Vorgänge gestoßen, die „auf einen Mangel an Transparenz“ hinwiesen und einen „negativen Eindruck“ erwecken könnten.
Garcia hatte gefordert, den Bericht vollständig zu veröffentlichen. Er war darin vom FIFA-Reformbeauftragten Mark Pieth und dem damaligen jordanischen FIFA-Exekutivausschussmitglied Ali bin al-Hussein unterstützt worden. Die FIFA entschied sich jedoch, den Bericht nicht vollständig zu veröffentlichen. Sie begründete dieses mit rechtlichen Problemen. Außerdem müssten Persönlichkeitsrechte von Personen gewahrt werden, die in dem Bericht genannt seien. Abgelehnt hatte die Veröffentlichung des vollständigen Berichts auch Josef Blatter, der Präsident des Weltfußballverbands FIFA war.
Garcia trat im Dezember 2014 von seinem Amt als Vorsitzender zurück. Er kritisierte einen Führungsmangel innerhalb der FIFA. Sein Vertrauen in die rechtsprechende Kammer der FIFA-Ethikkommission sei verloren gegangen.
Am 26. Juni 2017 veröffentlichte die Bild-Redaktion eine Pressemitteilung, dass sie im Besitz des vollständigen Garcia-Berichts sei. Dies führte weltweit zu einem Medienecho.

## Folgen
Am 27. Juni 2017 stellte die FIFA den vollständigen Bericht online. Einen Tag später wurde bekannt, dass es Geldflüsse aus Katar auf das Konto eines zehnjährigen Mädchens gab, laut Süddeutscher Zeitung „bietet der Report einen enormen Fundus an Fehlverhalten einzelner Personen, insbesondere Exekutivmitgliedern, denen es um den ‚persönlichen Nutzen‘ gegangen sei“.
Von den 22 FIFA-Funktionären, die 2010 über die Vergabe der Weltmeisterschaften entschieden hatten, waren 2017 bei Veröffentlichung des vollständigen Berichts nur noch zwei im Amt. 20 waren entweder zurückgetreten oder abgesetzt worden.
Die Neue Zürcher Zeitung schrieb 2017 von einer „Unkultur“ der Funktionäre, sie hätten sich gegenüber den Bewerbern für die Fußballweltmeisterschaften „raffgierig und schamlos“ verhalten. Hervorgehoben wurde Jack Warner aus Trinidad und Tobago, der Forderungen besonders unverfroren gestellt habe. So habe er nicht nur von den Australiern eine halbe Million Dollar für ein Leistungszentrum in seinem Heimatland gefordert, sondern nach dem Erhalt weiteres Geld verlangt sowie  von englischen Funktionären  einen Arbeitsplatz für den Sohn seines Bankiers. Während der Bankierssohn eine befristete Anstellung bei Tottenham Hotspur erhielt, die auf Forderung Warners noch verlängert wurde, stieß bei den Engländern jedoch das Verlangen des Exekutivmitglieds  Nicolás Leoz aus Paraguay nach einem Adelstitel auf Ablehnung. Er erhielt die Antwort, dies sei komplett unmöglich, in Großbritannien „funktionieren wir nicht so“.
Gianni Infantino, seit 2016 als Nachfolger von Joseph Blatter FIFA-Präsident, machte für die späte vollständige Veröffentlichung des Berichts die damalige Ethikkommission unter Vorsitz von Hans-Joachim Eckert verantwortlich. Sie habe die Veröffentlichung verhindert, er selbst habe dies seit langem gewollt. In Welt online wertete ein Kommentator dies als unglaubwürdig. Es habe intensiver Medienarbeit bedurft, um überhaupt einen Blick hinter die Filzwand der FIFA zu werfen, und der Weltverband versuche tatsächlich, sich nun Transparenz auf die Fahnen zu schreiben: „Schämen sollten sie sich.“
Anfang Mai 2020 brachten New Yorker Enthüllungen ans Licht, dass die Stimmen dreier FIFA-Funktionäre, darunter Ricardo Teixeira und Nicolás Leoz, gekauft wurden, um für Katar abzustimmen. Trotz Beweisen erscheint es jedoch unwahrscheinlich, dass Katar die WM entzogen würde. Neben finanziellen Verlusten für die FIFA sei der Bau der Stadien in Katar schon zu weit fortgeschritten; auch hätten die USA durch die Ausrichtung der WM 2026 wenig Interesse an einer Klage. Der ehemalige FIFA-Chef Sepp Blatter sagte daher in einem ARD-Interview: „Die WM wird in Katar gespielt.“ Ein weiterer Grund sei laut der Whistleblowerin Bonita Mersiades, die 2010 Teil der australischen Delegation war, dass vor der Vergabe alle Nationen zumindest versucht hätten, Stimmen zu kaufen.